# Pavučina snů (film)
Pavučina snů (v anglickém originále Dreamcatcher) je americký sci-fi film z roku 2003. Režisérem filmu je Lawrence Kasdan. Hlavní role ve filmu ztvárnili Damian Lewis, Thomas Jane, Jason Lee, Timothy Olyphant a Donnie Wahlberg.

## Obsazení
| Damian Lewis     | Gary Jones     |
| Thomas Jane      | Henry Devlin   |
| Jason Lee        | Joe Clarendon  |
| Timothy Olyphant | Pete Moore     |
| Donnie Wahlberg  | Douglas Cavell |
| Morgan Freeman   | Abraham Curtis |
| Tom Sizemore     | Owen Underhill |
| Giacomo Baessato | mladý Jones    |